# Gonca de Haas

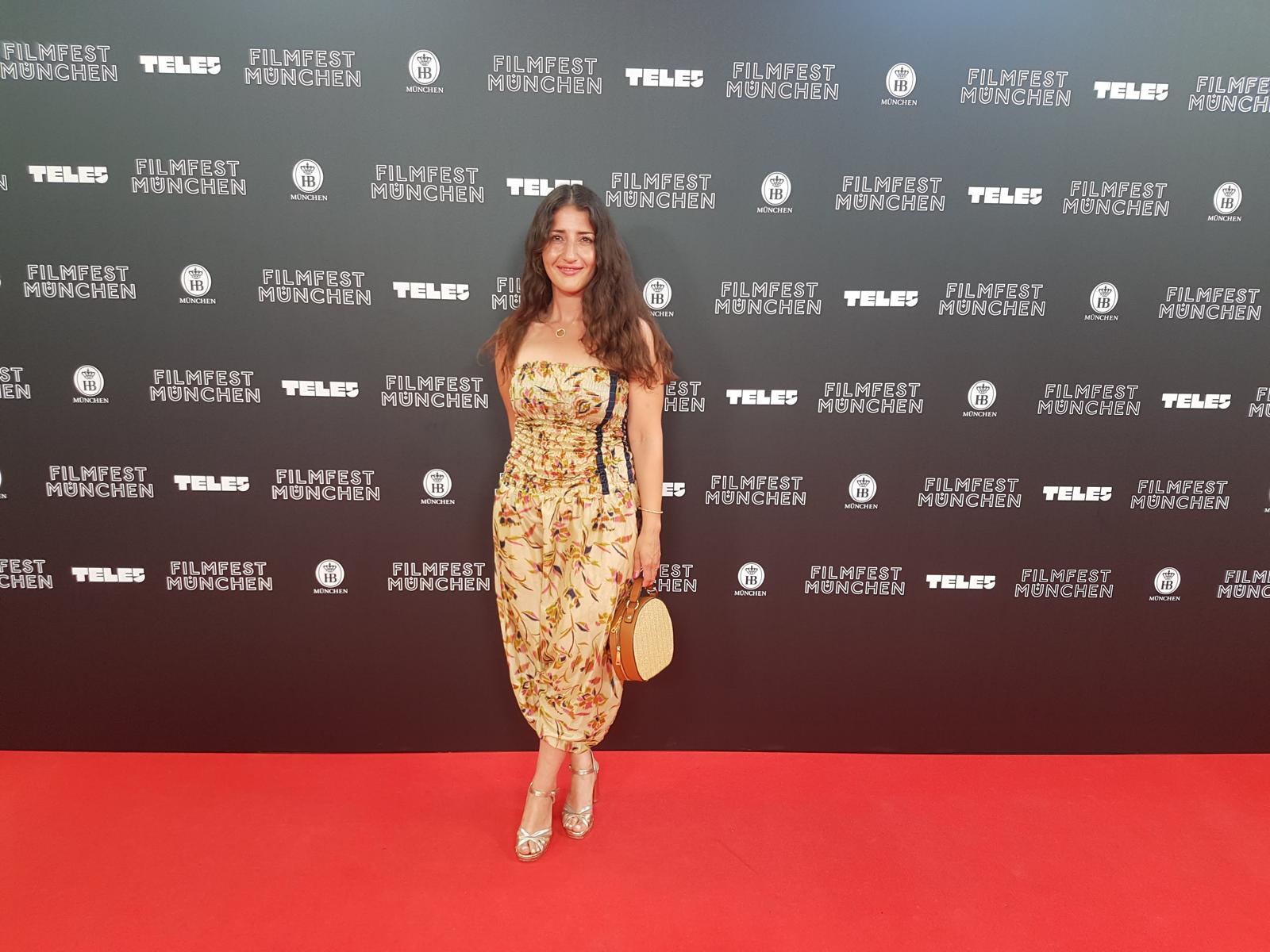
Gonca de Haas (2025)

Gonca de Haas (* 31. Dezember 1985 in Mannheim, vormals Şelale Gonca Cerit) ist eine deutsche Schauspielerin.

## Leben und Karriere
Gonca de Haas wuchs als Tochter einer türkischen Arbeiterfamilie in Mannheim auf. Ihre ersten Bühnenerfahrungen sammelte sie bereits als Jugendliche und stand für die Internationalen Schillertage am Nationaltheater Mannheim auf der Bühne.
Nach dem Abitur studierte sie von 2006 bis 2010 an der renommierten Otto-Falckenberg-Schule in München. Während dieser Zeit wirkte sie auch in Produktionen der Münchner Kammerspiele mit, u. a. in William Shakespeares Maß für Maß, unter der Regie von Stefan Pucher. Nach ihrer Ausbildung hatte Gonca de Haas u. a. Engagements am Staatstheater Augsburg und am Theater Osnabrück.
In Hördur – Zwischen den Welten spielte sie ihre erste Kinorolle neben Almila Bagriacik und Hilmi Sözer. Der Film feierte Premiere auf den Internationalen Hofer Filmtagen und erhielt von der Deutschen Film- und Medienbewertung (FBW) das Prädikat besonders wertvoll. 2017 übernahm sie in Thomas Imbachs Schweizer Film Glaubenberg, die Rolle der LKW-Fahrerin Ebru. Die Premiere erfolgte im August 2018 am Locarno Film Festival. Der Film erhielt den Zürcher Filmpreis 2018. Im gleichen Jahr übernahm sie eine Episodenhauptrolle in der französischen Canal+ Fernsehserie Büro der Legenden und überzeugte auf Kurdisch. Die Serie widmet sich aktuellen Themen wie dem Aufstieg von ISIS im Nahen Osten, Spionageabwehr, dem Kampf gegen den Terror oder dem Krieg in Syrien. Hauptfigur ist der Geheimagent Guillaume Debailly, gespielt von Mathieu Kassovitz, welcher nach sechsjährigem Einsatz aus Syrien in seine Heimat zurückkehrt.
In dem Kinofilm Im Feuer-Sisters Apart spielte sie erneut an der Seite von Almila Bagriacik die verlorene Schwester Dilan Xani, die sich den Peschmergakämpferinnen angeschlossen hat, um den Islamischen Staat zu bekämpfen. Der Film feierte auf der Berlinale 2020 seine Weltpremiere in der Sektion Perspektive Deutsches Kino und erhielt 2023 den Grimme-Preis. Zum weiteren Cast gehören u. a. Christoph Letkowski, Niels Bruno Schmidt und Lucas Prisor.
Neben ihrer filmischen Laufbahn steht Gonca de Haas auch regelmäßig auf der Bühne. Sie spielt an der Bayerischen Staatsoper in Wolfgang Amadeus Mozarts Entführung aus dem Serail die Erzählerin.
De Haas erhielt von 2019 bis 2020 ein Stipendium für die Drehbuchwerkstatt der HFF München um ihr Drehbuch ANNA VATER KIND zu entwickeln. Seither ist sie auch als Drehbuchautorin tätig.
Ihren Hauptwohnsitz hat Gonca de Haas in München.

## Filmografie
- 2007 West-Östlicher Diwan (Kurzfilm), Regie: Peter Baranowski
- 2013 Just One Night (Kurzfilm), Regie: Daniele Barillà
- 2014 Hördur – Zwischen den Welten (Kinospielfilm), Regie: Ekrem Ergün
- 2014  Coming In (Kinospielfilm)
- 2015 Chasing Paper Birds (Kinospielfilm), Regie: Mariana-Ivana Jukica
- 2015 Mannheim – Neurosen Zwischen Rhein und Neckar (Kinospielfilm), Regie: Thomas Oberlies
- 2016 Am Ruder (Fernsehfilm), Regie: Stephan Wagner
- 2016 Liebe Mich (Spielfilm), Regie: Nergis Usta
- 2017 Glaubenberg (Kinospielfilm)
- 2018 Büro der Legenden (Fernsehserie)
- 2018 SOKO München (Fernsehserie)
- 2019 Peacemaker Rauhantekijä (Fernsehserie), Regie: Antti-Jussi Annila
- 2020 Im Feuer (Kinospielfilm)
- 2020 Lena Lorenz (Fernsehserie)
- 2021 Zwischen uns (Kinospielfilm), Regie: Max Fey
- 2021 Die feine Linie (Kinospielfilm), Regie: Tuna Kaptan
- 2022: Frühling – Auf den Hund gekommen
- 2022 How to Dad (Comedy-Serie)
- 2023 Nach uns der Rest der Welt (Fernsehfilm), Regie: Franziska Buch
- 2023 Kohlrabenschwarz (Fernsehserie, 1 Folge)
- 2023 Rohbau

## Theater (Auswahl)
- 2008 Confession Of Aggression, Regie: Tobias Yves Zintel, Münchner Kammerspiele
- 2008 Richard III, Regie: Claudia Bauer, Münchner Kammerspiele
- 2009 Maß für Maß, Regie: Stefan Pucher, Münchner Kammerspiele
- 2010 Der Kirschgarten, Regie: Markus Trabusch, Staatstheater Augsburg
- 2011 Die kleine Hexe, Regie: Lilli-Hannah Hoepner, Staatstheater Augsburg
- 2012 Tschick, Regie: Alexander May, Theater Osnabrück
- 2015 Die Entführung aus dem Serail, Regie: Martin Duncan, Bayerische Staatsoper

## Hörbucher
- 2021 Radio-Tatort – Killer und Kollegen, Regie: Ulrich Lampen
- 2021 SAAL 101 – Dokumentarhörspiel zum NSU-Prozess, Regie: Ulrich Lampen, Bayerischer Rundfunk
- 2014 Jockey Deutschland, Regie: Iris Drögekamp, Südwestrundfunk